# Otrokářská povídka
Otrokářská povídka (slave narrative) je literární žánr, který se vyvinul z písemných záznamů zotročených Afričanů v Británii a v jejích koloniích včetně pozdějších Spojených států, Kanady a karibských států. Během 18. a 19. století vznikly záznamy o životě asi 6 000 tisíc bývalých otroků ze Severní Ameriky a Karibiku a asi 150 těchto příběhů bylo publikováno jako samostatné knihy nebo pamflety. Ve 30. letech 20. století, během Velké hospodářské krize, sesbírali autoři sponzorovaní agenturou Works Progress Administration (WPA) prezidenta Franklina D. Roosevelta více než 2300 dalších příběhů o životě v dobách otrokářství.
Autory prvních vzpomínek na zajetí, které na britských ostrovech vešly ve známost, byli bílí Evropané a později Američané, jež v severní Africe zajali a někdy i zotročili nejčastěji barbarští piráti. Ty řadíme k široké kategorii „povídek ze zajetí“ („captivity narratives“) od anglicky mluvících Evropanů. Začaly se psát v 18. století a byly mezi nimi záznamy kolonizátorů a nových osadníků v Severní Americe, které zajali severoameričtí indiáni. Několik známých povídek ze zajetí vyšlo ještě před Americkou revolucí. Ty se často držely forem zavedených v severoafrických povídkách ze zajetí. Pozdější severoamerické záznamy pocházejí od Američanů, které během migrací v 19. století zajaly západní kmeny indiánů.
Pro Evropany a Američany nebyl rozdíl mezi otroky a válečnými zajatci vždy jasný. Proto se pro žánr užívá širšího termínu „literatura ze zajetí“. V současné době dává problematika mezinárodního otrokářství ve 20. a 21. století vzniknout novým otrokářským povídkám.

## Severoamerické otrokářské povídky
Otrokářské povídky od severoamerických zotročených Afričanů začaly vycházet v 18. století v Anglii a v 19. století se staly hlavní formou afroamerické literatury. Veřejnost se o nich dovídala od abolicionistů, kteří se mnohdy uplatnili jako editoři a – pokud otroci nebyli gramotní – jako zapisovatelé. Během 1. poloviny 19. století vedla kontroverze v otázce otroctví ke vzniku vášnivých literárních projevů na obou stranách.
Aby vykreslili realitu otrokářství, řada bývalých otroků, jako byli např. Harriet Tubman, Harriet Jacobs či Frederick Douglass, se rozhodla své zážitky otroctví a útěku za svobodou publikovat. Nakonec své zážitky sepsalo nějakých 6 000 bývalých otroků ze Severní Ameriky a z Karibiku, z nichž bylo asi 150 vydáno jako samostatné knihy nebo pamflety.
Protože se na dílech jako editoři podíleli abolicionisté, někteří významní historikové, jako např. Ulrich B. Phillips v roce 1929, tvrdili, že u této vrstvy společnosti „je autenticita pochybná“. Od konce 20. století však kladou historici na záznamy otroků samotných i na výzkum dalších informačních zdrojů větší důraz a často záznamy otroků a jejich zážitky potvrzují.
Otrokářské povídky můžeme obecně rozdělit do třech kategorií: příběhy duchovní spásy, příběhy, jež měly sloužit jako inspirace pro abolicionisty a jejich boj, a příběhy pokroku. Nejznámější jsou příběhy, jež měly sloužit jako inspirace pro abolicionisty a jejich boj, poněvadž se v nich objevují výrazné autobiografické motivy.
Před americkou občanskou válkou sepisovali někteří autoři o otroctví fiktivní příběhy, aby tak podpořili abolicionismus. Klasickým příkladem je Chaloupka strýčka Toma (1852) od Harriet Beecher Stoweové. Úspěch, se kterým se její román setkal, a společenské napětí té doby vyústily v odezvu od bílých jižanských autorů, jakými byli např. William Gilmore Simms a Mary Eastmanová, kteří vydali to, čemu se dnes říká proti-Tomovy romány (anti-Tom novels). Oba tyto typy románů byly v 50. letech 19. století nesmírně úspěšné.

## Příběhy duchovní spásy
Od 70. let 18. století do 20. let 19. století podávaly otrokářské povídky zprávu o duchovní cestě vedoucí ke spáse v křesťanství. Poněvadž se většina jejich autorů narodila v Africe, považovali se obvykle spíše za Afričany než za otroky.
Příkladem může být:
- Zajímavé vyprávění o životě Olauda Equiana (The Interesting Narrative of the Life of Olaudah Equiano) od Olauda Equiana (1789)

## Příběhy, jež měly sloužit jako inspirace pro abolicionisty a jejich boj

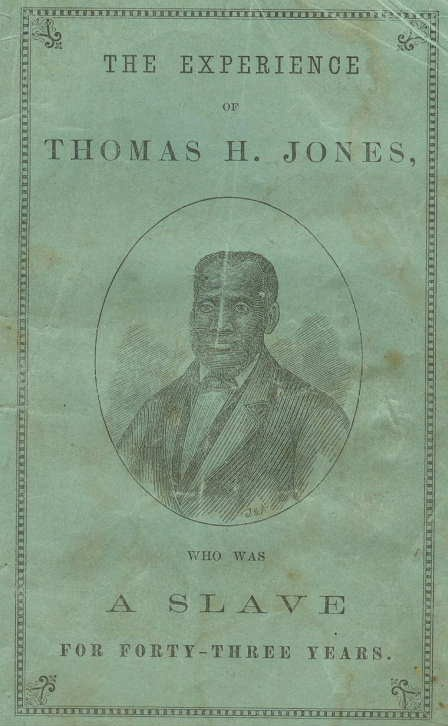
Obálka jedné z otrokářských povídek, která byla vydána v roce 1871

Aby probudili zájem o abolicionistické hnutí, volili autoři od poloviny 20. let 19. století formu autobiografie vědomě. Někteří si osvojili literární techniky, jako je užití fikčního dialogu. Mezi roky 1835 a 1865 bylo vydáno více než 80 takových příběhů. Mezi motivy, které se v nich opakují, můžeme uvést dražbu otroků, rozvrácené rodiny a často dva pokusy o útěk, z nichž je jeden úspěšný. Jelikož se jedná o období, kdy bylo skrz obchod s otroky k přesunu donuceno odhadem asi milion otroků, zkušenosti s dražbami a rozvrácenými rodinami měli mnozí.
Příkladem může být:
- Vyprávění o životě Fredericka Douglasse, amerického otroka (A Narrative of the Life of Frederick Douglass, an American Slave) od Fredericka Douglasse (1845)

## Příběhy pokroku
Po porážce otrokářských států jižanské Konfederace už autoři neměli takovou potřebu zachycovat hrůzy otroctví. Někteří ve svých dílech popsali život na plantáži se sentimentem a příběh zakončili tím, že se vypravěč přizpůsobil novému životu na svobodě. Již nekladli důraz na zajištění svobody, ale spíše se zaměřovali na vylíčení pokroku jedince i celé společnosti.
Příkladem může být:
- Pryč z otroctví (Up from Slavery) od Bookera T. Washingtona (1901)

## Severoafrické otrokářské povídky
Na rozdíl od severoamerických a karibských otrokářských povídek napsali ty severoafrické bílí Evropané a Američané, kteří v severní Africe v 18. a na počátku 19. století padli do zajetí a stali se otroky. Jejich díla se liší především v tom, že autoři severoafrických otrokářských povídek zdůrazňují odlišnost islámských otrokářů, zatímco v afroamerických otrokářských povídkách ženou křesťané k zodpovědnosti další křesťany.
Někteří zajatci využili svých zkušeností otroků v severní Africe ke kritice otrokářství ve Spojených státech. K takovým patřil např. William Ray, autor díla Hrůzy otroctví (Horrors of Slavery). Otroci v severní Africe trpěli v podobných podmínkách jako jejich protějšky ve Spojených státech – včetně těžké práce, chudé stravy a ponižujícího zacházení. Na rozdíl od Afričanů v Severní Americe se často mohli zachránit tak, že konvertovali k islámu a přijali severní Afriku za svůj domov. Pro americké otroky tu však možnost konvertovat k dominantnímu náboženství a získat si tak svobodu nebyla.
Příkladem může být:
- Příběh o zajetí Josefa Pittse, mezi Alžířany, a o jeho šťastném útěku od mohamedánů (Narrative of the captivity of Joseph Pitts, among the Algerines, and of his fortunate escape from the Mahometans. Written by himself) od Josefa Pittse (1803)

## Další otrokářské povídky
Otrokářství fungovalo na různých místech ve světě po celá tisíciletí, a proto existují i jiné otrokářské povídky, které vznikly v jiných dobách a na jiných místech než ty, co jsme zmínili. Dnes také vznikají tzv. novootrokářské povídky (neo-slave narratives). Jedná se o fikční díla, která současní autoři zasazují do doby otrokářství. Zachycují v nich dopady otrokářství v Novém světě. Za těmito díly stojí jak vlastní představivost autorů, tak také výzkum.
Příkladem může být:
- Doznání Nata Turnera (The Confessions of Nat Turner) od Williama Styrona (1967)